# Cahuzac (Tarn)
Cahuzac ist eine französische Gemeinde mit 360 Einwohnern (Stand: 1. Januar 2022) im Département Tarn in der Region Okzitanien. Die Gemeinde gehört zum Arrondissement Castres und ist Mitglied im Gemeindeverband Communauté de communes Aux sources du Canal du Midi. Die Bewohner werden Cahuzacois und Cahuzacoises genannt.
Der Fernwanderweg GR 653 von Dourgne nach Toulouse durchquert das Gemeindegebiet. Er folgt der Via Tolosana, einer der vier Jakobswege in Frankreich.

## Geografie

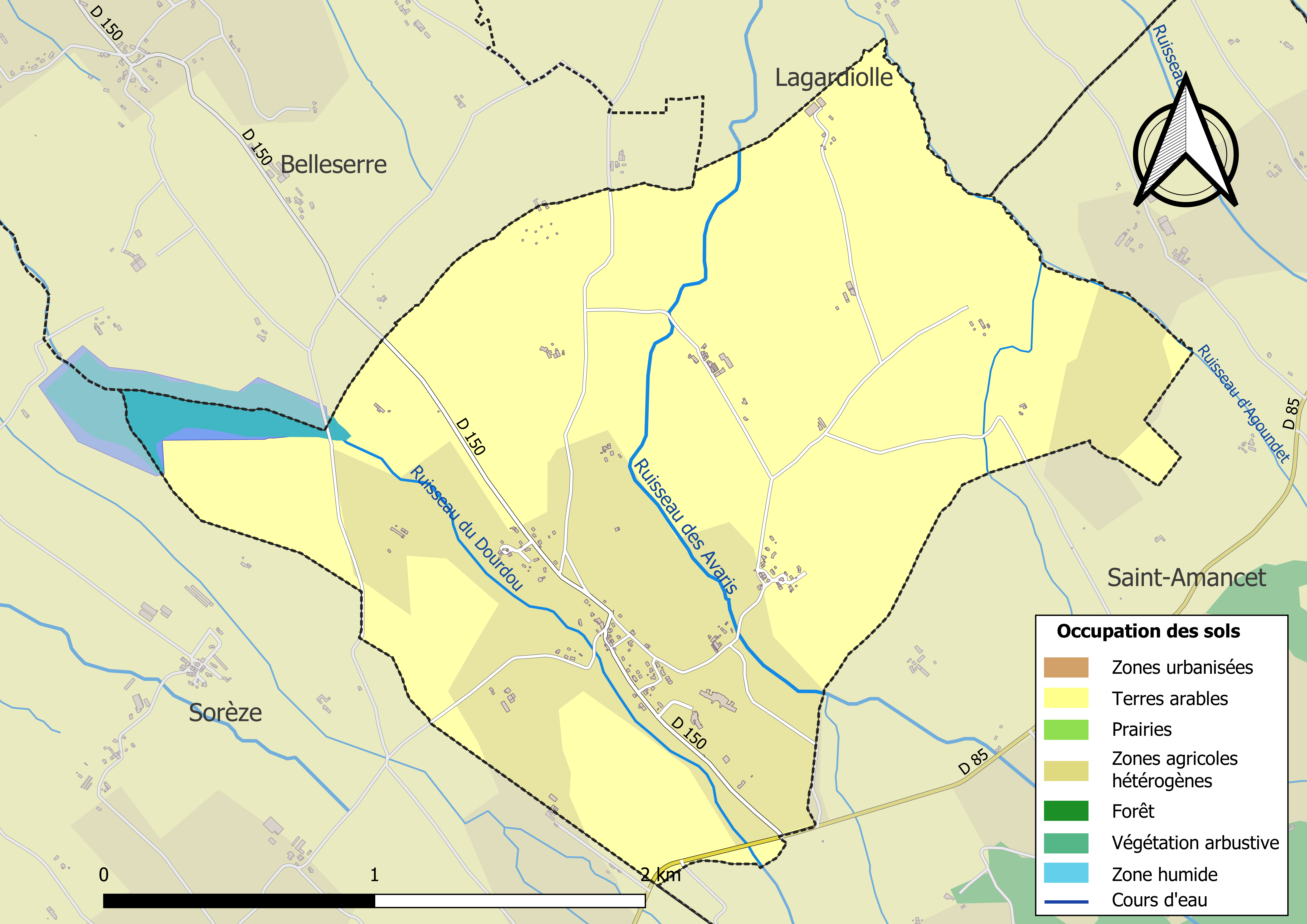
Bodennutzung, Hydrografie und Infrastruktur der Gemeinde (2018)

Cahuzac befindet sich in der historischen Landschaft des Lauragais am südlichen Rand des Département, etwa 36 Kilometer nordnordwestlich von Carcassonne und etwa 53 Kilometer ostsüdöstlich von Toulouse. Das Gebiet von Cahuzac befindet sich im Einzugsgebiet der Garonne und wird vom Ruisseau des Aravis, vom Ruisseau du Dourdou, vom Ruisseau d’Agoundet und von einem kleineren Bach entwässert. Der Ruisseau du Dourdou und der Ruisseau des Aravis durchqueren das Gemeindegebiet von Südost nach Nordwest, wobei ersterer nahe des Zentrums und erneut im äußersten Westen im Lac d’en Brunet gestaut wird. Der Ruisseau d’Agoundet begrenzt die Gemeinde im Osten. 
Nahezu die gesamte Fläche der Gemeinde wird landwirtschaftlich genutzt.
Cahuzac grenzt im Nordwesten an Belleserre, im Norden an Lagardiolle, im Osten und im Südosten an Saint-Amancet und im Südwesten an Sorèze.

## Bevölkerungsentwicklung
| Cahuzac: Einwohnerzahlen von 1793 bis 2020                                                                                 | Cahuzac: Einwohnerzahlen von 1793 bis 2020 | Cahuzac: Einwohnerzahlen von 1793 bis 2020 | Cahuzac: Einwohnerzahlen von 1793 bis 2020 | Cahuzac: Einwohnerzahlen von 1793 bis 2020 |
| --- | ------------------------------------------ | ------------------------------------------ | ------------------------------------------ | ------------------------------------------ |
| Jahr |                                            |                                            |                                            | Einwohner                                  |
| 1793 | 1793                                       |                                            | 204                                        | 204                                        |
| 1800 | 1800                                       |                                            | 199                                        | 199                                        |
| 1806 | 1806                                       |                                            | 216                                        | 216                                        |
| 1821 | 1821                                       |                                            | 235                                        | 235                                        |
| 1831 | 1831                                       |                                            | 258                                        | 258                                        |
| 1836 | 1836                                       |                                            | 296                                        | 296                                        |
| 1841 | 1841                                       |                                            | 318                                        | 318                                        |
| 1846 | 1846                                       |                                            | 276                                        | 276                                        |
| 1851 | 1851                                       |                                            | 258                                        | 258                                        |
| 1856 | 1856                                       |                                            | 227                                        | 227                                        |
| 1861 | 1861                                       |                                            | 223                                        | 223                                        |
| 1866 | 1866                                       |                                            | 201                                        | 201                                        |
| 1872 | 1872                                       |                                            | 224                                        | 224                                        |
| 1876 | 1876                                       |                                            | 222                                        | 222                                        |
| 1881 | 1881                                       |                                            | 197                                        | 197                                        |
| 1886 | 1886                                       |                                            | 203                                        | 203                                        |
| 1891 | 1891                                       |                                            | 180                                        | 180                                        |
| 1896 | 1896                                       |                                            | 181                                        | 181                                        |
| 1901 | 1901                                       |                                            | 172                                        | 172                                        |
| 1906 | 1906                                       |                                            | 174                                        | 174                                        |
| 1911 | 1911                                       |                                            | 180                                        | 180                                        |
| 1921 | 1921                                       |                                            | 156                                        | 156                                        |
| 1926 | 1926                                       |                                            | 142                                        | 142                                        |
| 1931 | 1931                                       |                                            | 139                                        | 139                                        |
| 1936 | 1936                                       |                                            | 131                                        | 131                                        |
| 1946 | 1946                                       |                                            | 115                                        | 115                                        |
| 1954 | 1954                                       |                                            | 127                                        | 127                                        |
| 1962 | 1962                                       |                                            | 135                                        | 135                                        |
| 1968 | 1968                                       |                                            | 153                                        | 153                                        |
| 1975 | 1975                                       |                                            | 139                                        | 139                                        |
| 1982 | 1982                                       |                                            | 218                                        | 218                                        |
| 1990 | 1990                                       |                                            | 160                                        | 160                                        |
| 1999 | 1999                                       |                                            | 141                                        | 141                                        |
| 2006 | 2006                                       |                                            | 332                                        | 332                                        |
| 2013 | 2013                                       |                                            | 378                                        | 378                                        |
| 2020 | 2020                                       |                                            | 357                                        | 357                                        |
| Quelle(n): EHESS/Cassini bis 1999, INSEE ab 2006 Anmerkung(en): Ab 1962 offizielle Zahlen ohne Einwohner mit Zweitwohnsitz |                                            |                                            |                                            |                                            |

## Sehenswürdigkeiten
- Kirche Saint-Vincent
- Schloss Cahuzac aus dem 19. Jahrhundert, heute Vermietung von Ferienwohnungen

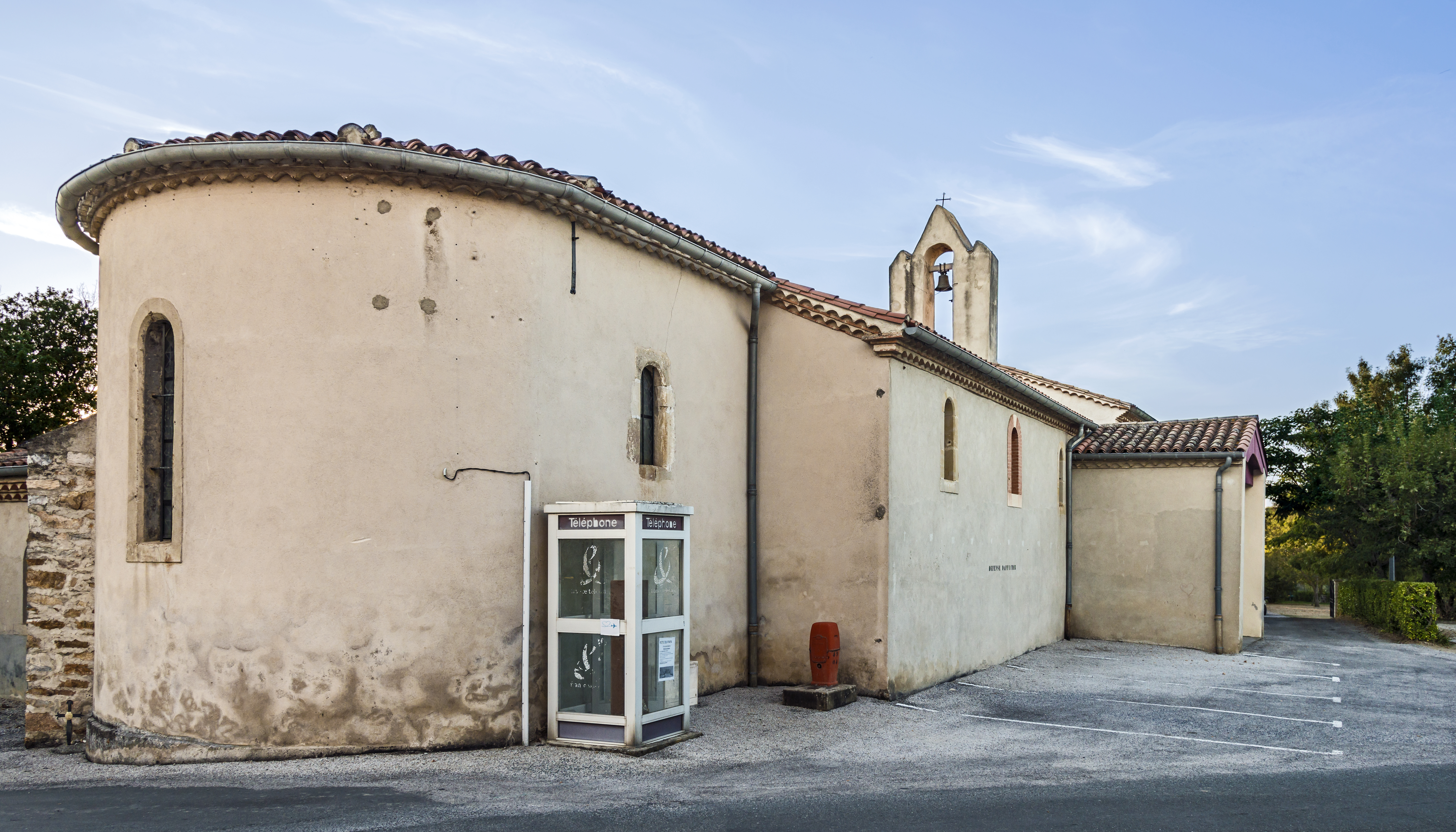
Kirche Saint-Vincent
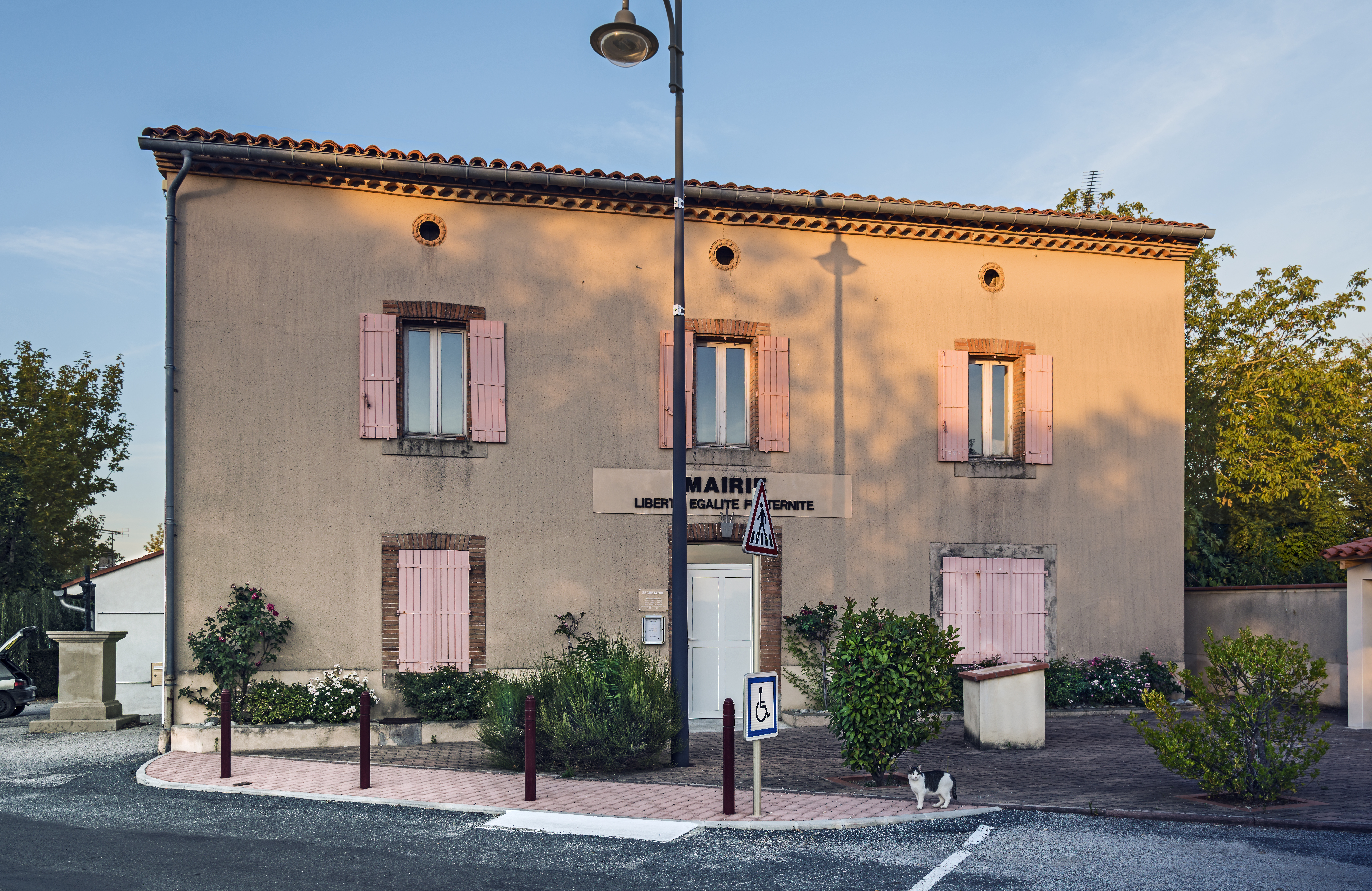
Mairie Cahuzac

## Verkehr
Die Departementsstraße 85 von Revel nach Castres streift das südliche Gemeindegebiet auf einigen hundert Meter. Ansonsten ist Cahuzac nur über die nachgeordnete Departementsstraße 150 und lokale Landstraßen zu erreichen. Eine Buslinie der regionalen Transportgesellschaft liO verbindet die Gemeinde mit Revel und Castres.